# أدريان بينا
أدريان بينا (بالإسبانية: Adrià Pina) هو رسام إسباني، ولد في 5 مارس 1959 في الكدية في إسبانيا.

## وصلات خارجية
- الموقع الرسمي